# CBS报道
CBS报道（英語：CBS Reports）是美国CBS新闻从1959年到1990年代所播出的纪录片总称。该系列纪录片有时会以轮播系列节目的形式在《60分钟》（或其他类似的CBS新闻系列节目）中轮换播出；而有时则会以自有系列节目或特别节目的形式播出。它曾于1959年到1971年连续播出。

## 节目概况

### 起源
CBS报道于1959年10月27日首播。 它旨在成为由爱德华·默罗所主持的颇具影响力的电视新闻节目《现在请看》的接档节目；该节目于15个月前完播，并有几名工作人员留任新节目。 在1959年的剩余日子及1960年期间，CBS报道以一个系列特别节目的形式而不定期播出。
1961年1月，CBS电视网将CBS报道固定在每周四晚上10点的黄金时段播出。 而在这一时段与CBS报道竞争的是两档“非常受欢迎”的老牌节目，分别是ABC电视网的电视连续剧《铁面无私》和NBC电视网的综艺节目《与米契共唱》。因此CBS报道的播出时段在实际上被CBS电视网各加盟电视台以本地节目予以先占。
当各家电视网在1962年秋季公布各自新播出季的节目表时，尽管NBC电视网和ABC电视网都将《铁面无私》和《与米契共唱》两档节目移出了周四十点档，但CBS电视网也在此时将CBS报道转移到周三晚上7点30分播出，理由是“更早的播出时段将允许更多的年轻人观看节目”。但这一变动导致CBS报道不得不面对两大“公认收视领袖”节目的压力，即NBC电视网的《弗吉尼亚人》和ABC电视网的《篷车西征》。
CBS报道此后一直占据着CBS电视网周三晚间7点30分的播出时段，直至1965年秋季被《迷失太空》所取代。随后CBS报道被转移至周二晚间十点档播出，此时它将面临的收视对手分别是NBC电视网的《周二电影夜（Tuesday Night at the Movies）》及ABC电视网的《法网恢恢》。

### 复兴
CBS报道这个大标题于2009年再度被CBS电视网启用，并顺势推出了新版本的第一个系列节目《CBS报道：经济衰退下的儿童》。与以往采用独立纪录片的形式不同，新版本的CBS报道涵盖了CBS新闻下所有平台的报道；并由凯蒂·库瑞克领衔报道。该系列报道获得了由哥伦比亚大学新闻学院颁发的阿尔弗雷德·杜邦奖。2010年1月，由凯蒂·库瑞克主持的第二个系列报道《CBS报道：美国立场》开始播出。
2020年1月，当CBSN流媒体服务更名为CBS新闻时，同时也宣布了CBS报道这个系列将于同年2月25日再次回归。全新系列的CBS报道由盖尔·金主持第一部纪录片，而之前隶属于CBSN原创旗下的纪录片都将归类到CBS报道之下。

## 著名分集
CBS报道在1960年因“耻辱的收获”而首次获得皮博迪奖，该集研究了美国移民工人的生活。除此之外，CBS报道还因“最高法院风暴”、“3K党：隐形帝国”、“有毒的空气”、“美国的饥馑”、“南非的战斗”、“波士顿去中国”、“消失的家庭：美国黑人的危机”、“诺曼底登陆日”和“罗杰·穆德专访泰德·肯尼迪”而多次获得皮博迪奖。
1961年的“赌博公司传”记录了位于波士顿的一家非法赌博机构，该节目被提名“黄金时段艾美奖年度节目”。时任波士顿警局局长的里奥·沙利文宣布辞职，因为纪录片显示他部门成员前去参观了赌场。
CBS报道在1967年播出了“同性恋”，这是美国首次在无线电视联播网上播出有关同性恋的电视节目。“同性恋”因为揭穿负面刻板印象而受到称赞，但同时也因宣传其他刻板印象而遭致批评。LGBT活动家韦恩·贝森就曾经说“同性恋”这部纪录片是“我们国家在反同性恋宣传中最具破坏性的一个时刻”。而在1980年播出的“同志权力，同志政治”后，这集纪录片也因为一些性议题、对刻板印象的强化及使同性恋者被视为对公共礼仪的威胁而受到批评。CBS后来因为篡改时任旧金山市市长黛安·费恩斯坦的发言原声而致歉， 这是LGBT社群首次收到来自大型新闻机构的道歉。
1982年，美军威廉·威斯特摩兰将军在CBS调查于CBS电视网播出“数不清的敌人”之后将乔治·克里尔三世、迈克·华莱士及CBS公司起诉至法庭，因为该新闻调查纪录片宣称威斯特摩兰将军在越南战争期间操作情报并故意夸大越共军队实力，以造成其善战的形象。但威斯特摩兰随后放弃了他的诉讼“威斯特摩兰诉CBS案”，但CBS公司还是因为这起诉讼而失去了它们的毁谤保险。

### 出典
1. 1 2 3 4  Brooks & Marsh 1979，第95頁.
2. 1 2 3 4  Henry Harding. . 电视指南 纽约州版. 1962-04-28: 14-1.
3. ↑  Brooks & Marsh 1979，第738-745頁.
4. ↑  . 综艺. 2022-01-24  [2022-07-12]. （原始内容存档于2022-08-10）.
5. ↑  . 皮博迪奖.   [2022-07-13]. （原始内容存档于2022-07-13）.
6. ↑  . 皮博迪奖.   [2022-07-13]. （原始内容存档于2013-04-25）.
7. ↑  . 黄金时段艾美奖.   [2022-07-13]. （原始内容存档于2018-03-18）.
8. ↑  Ronald Wysocki. . 波士顿环球报. 1962-03-16.
9. ↑  Laura Castañeda; Shannon Campbell; Shannon B. Campbell. . SAGE Publications. 2006. ISBN 9781412909990.
10. ↑  Phylis W Johnson; Michael C Keith. . Routledge. 2014. ISBN 9781317461517.
11. ↑  Stephen Tropiano. . Applause Theatre & Cinema Books. 2002. ISBN 9781557835574.
12. ↑  Wayne R. Besen. Wayne R. Besen , 编. . Harrington Park Press. 2003. ISBN 9781560234463.
13. 1 2  Edward Alwood. . Columbia University Press. 1996. ISBN 9780231084376.
14. ↑  Harry Harris. . 圣彼得堡晚报（英语：Evening Independent） (奈特·里德报业). 1980-12-01: 12-B  [2022-07-13]. （原始内容存档于2022-07-13） –Google新闻.
15. ↑  Edward W. Knappman. Edward W. Knappman; Stephen G. Christianson; Lisa Olson Paddock , 编. . 底特律: Visible Ink Press. 1994: 738–740  [2022-07-13]. ISBN 9780810391345.
16. ↑  Tom Mascaro. . 广播通讯博物馆（英语：Museum of Broadcast Communications）.   [2022-07-13]. （原始内容存档于2002-06-20）.

### 文献
- Brooks, Tim; Marsh, Earle. . Ballantine Books. 1979  [2022-07-12]. ISBN 9780345282484.